# Liste der Orte im Landkreis Starnberg
Die Liste der Orte im Landkreis Starnberg listet die 132 amtlich benannten Gemeindeteile (Hauptorte, Kirchdörfer, Pfarrdörfer, Dörfer, Weiler und Einöden) im Landkreis Starnberg auf.

## Systematische Liste
Alphabet der Städte und Gemeinden mit den zugehörigen Orten.
- Die Gemeinde Andechs mit 5 Gemeindeteilen:
  - Pfarrdörfer Erling, Frieding und Machtlfing
  - Kloster Andechs
  - Justizvollzugsanstalt Rothenfeld
  - Gewerbegebiet Rothenfeld

- Die Gemeinde Berg mit 15 Gemeindeteilen:
  - Pfarrdörfer Aufkirchen und Höhenrain
  - Kirchdörfer Allmannshausen, Berg, Farchach, Harkirchen und Mörlbach
  - Dörfer Assenhausen, Aufhausen, Bachhausen, Kempfenhausen, Leoni und Sibichhausen
  - Weiler Biberkor
  - Einöde Martinsholzen

- Die Gemeinde Feldafing mit 4 Gemeindeteilen:
  - Pfarrdörfer Feldafing
  - Kirchdorf Wieling
  - Dorf Garatshausen
  - Schloss Wörth (Roseninsel)

- Die Gemeinde Gauting mit 11 Gemeindeteilen:
  - Pfarrdorf Unterbrunn
  - Kirchdörfer Buchendorf, Hausen und Oberbrunn
  - Stadtrandsiedlungen Gauting und Stockdorf
  - Siedlung Königswiesen
  - Einöden Grubmühl, Mitterwies, Oberwies und Reismühl

- Die Gemeinde Gilching mit 11 Gemeindeteilen:
  - Pfarrdorf Gilching
  - Kirchdörfer Argelsried und Geisenbrunn
  - Dörfer Neugilching und Sankt Gilgen
  - Siedlung Rottenried
  - Weiler Steinlach und Wiesmath
  - Einöden Talhof und Waldhof
  - Gut Steinberg

- Die Gemeinde Herrsching am Ammersee mit 10 Gemeindeteilen:
  - Pfarrdorf Herrsching am Ammersee
  - Kirchdörfer Breitbrunn am Ammersee und Widdersberg
  - Dörfer Lochschwab, Mühlfeld und Wartaweil
  - Weiler Rausch
  - Einöden Ellwang und Wasach
  - Gut Ried

- Die Gemeinde Inning am Ammersee mit 6 Gemeindeteilen:
  - Pfarrdorf Inning am Ammersee
  - Kirchdörfer Buch am Ammersee und Schlagenhofen
  - Dorf Bachern am Wörthsee
  - Weiler Stegen
  - Gut Arzla

- Die Gemeinde Krailling mit 4 Gemeindeteilen:
  - Kirchdörfer Frohnloh, Krailling und Pentenried
  - Gut Hüll

- Die Gemeinde Pöcking mit 6 Gemeindeteilen:
  - Pfarrdorf Pöcking
  - Kirchdörfer Aschering, Maising und Possenhofen
  - Dorf Niederpöcking
  - Einöde Seewiesen

- Die Gemeinde Seefeld mit 10 Gemeindeteilen:
  - Pfarrdörfer Hechendorf am Pilsensee und Oberalting
  - Kirchdörfer Drößling, Meiling und Unering
  - Dörfer Güntering und Seefeld
  - Einöde Ettenhofen
  - Güter Delling und Tiefenbrunn

- Die Stadt Starnberg mit 25 Gemeindeteilen:
  - Hauptort Starnberg
  - Pfarrdörfer Percha, Perchting, Söcking und Wangen
  - Kirchdörfer Hadorf, Hanfeld, Landstetten und Leutstetten
  - Dörfer Einbettl und Fercha
  - Siedlungen Jägersbrunn und Sonnau
  - Weiler Mühlthal, Oberdill, Petersbrunn, Rieden, Schorn, Schwaige und Unterschorn
  - Einöden Heimathshausen, Mamhofen, Selcha und Wildmoos
  - Gut Buchhof

- Die Gemeinde Tutzing mit 11 Gemeindeteilen:
  - Pfarrdörfer Traubing und Tutzing
  - Kirchdörfer Diemendorf, Monatshausen, Oberzeismering und Unterzeismering
  - Dorf Obertraubing
  - Siedlung Kampberg
  - Einöden Neuseeheim, Radiberg und Rößlberg
  - Güter Deixlfurt und Ilkahöhe

- Die Gemeinde Weßling mit 7 Gemeindeteilen:
  - Pfarrdörfer Oberpfaffenhofen und Weßling
  - Kirchdorf Hochstadt
  - Dorf Weichselbaum
  - Siedlung Neuhochstadt
  - Einöde Mischenried
  - Wallfahrtskirche (-kapelle) Grünsink

- Die Gemeinde Wörthsee mit 7 Gemeindeteilen:
  - Pfarrdorf Steinebach am Wörthsee
  - Kirchdörfer Etterschlag und Walchstadt
  - Dorf Auing
  - Siedlungen Schluisee und Waldbrunn
  - Gut Schluifeld

## Alphabetische Liste
In Fettschrift erscheinen die Orte, die namengebend für die Gemeinde sind.

### A
- Allmannshausen zu Berg
- Andechs
- Argelsried zu Gilching
- Arzla zu Inning a.Ammersee
- Aschering zu Pöcking
- Assenhausen zu Berg
- Aufhausen zu Berg
- Aufkirchen zu Berg
- Auing zu Wörthsee

### B
- Bachern am Wörthsee zu Inning a.Ammersee
- Bachhausen zu Berg
- Berg
- Biberkor zu Berg
- Breitbrunn am Ammersee zu Herrsching a.Ammersee
- Buch am Ammersee zu Inning a.Ammersee
- Buchendorf zu Gauting
- Buchhof zu Starnberg

### D
- Deixlfurt zu Tutzing
- Delling zu Seefeld
- Diemendorf zu Tutzing
- Drößling zu Seefeld

### E
- Einbettl zu Starnberg
- Ellwang zu Herrsching a.Ammersee
- Erling zu Andechs
- Ettenhofen zu Seefeld
- Etterschlag zu Wörthsee

### F
- Farchach zu Berg
- Feldafing
- Fercha zu Starnberg
- Frieding zu Andechs
- Frohnloh zu Krailling

### G
- Garatshausen zu Feldafing
- Gauting
- Geisenbrunn zu Gilching
- Gilching
- Grubmühl zu Gauting
- Grünsink zu Weßling
- Güntering zu Seefeld

### H
- Hadorf zu Starnberg
- Hanfeld zu Starnberg
- Harkirchen zu Berg
- Hausen zu Gauting
- Hechendorf a.Pilsensee zu Seefeld
- Heimathshausen zu Starnberg
- Herrsching am Ammersee
- Hochstadt zu Weßling
- Höhenrain zu Berg
- Hüll zu Krailling

### I
- Inning am Ammersee

### J
- Jägersbrunn zu Starnberg

### K
- Kampberg zu Tutzing
- Kempfenhausen zu Berg
- Königswiesen zu Gauting
- Krailling

### L
- Landstetten zu Starnberg
- Leoni zu Berg
- Leutstetten zu Starnberg
- Lochschwab zu Herrsching a.Ammersee

### M
- Machtlfing zu Andechs
- Maising zu Pöcking
- Mamhofen zu Starnberg
- Martinsholzen zu Berg
- Meiling zu Seefeld
- Mischenried zu Weßling
- Mitterwies zu Gauting
- Monatshausen zu Tutzing
- Mörlbach zu Berg
- Mühlfeld zu Herrsching a.Ammersee
- Mühlthal zu Starnberg

### N
- Neugilching zu Gilching
- Neuhochstadt zu Weßling
- Neuseeheim zu Tutzing
- Niederpöcking zu Pöcking

### O
- Oberalting zu Seefeld
- Oberbrunn zu Gauting
- Oberdill zu Starnberg
- Oberpfaffenhofen zu Weßling
- Obertraubing zu Tutzing
- Oberwies zu Gauting
- Oberzeismering zu Tutzing

### P
- Pentenried zu Krailling
- Percha zu Starnberg
- Perchting zu Starnberg
- Petersbrunn zu Starnberg
- Pöcking
- Possenhofen zu Pöcking

### R
- Rausch zu Herrsching a.Ammersee
- Reismühl zu Gauting
- Ried zu Herrsching a.Ammersee
- Rieden zu Starnberg
- Rößlberg zu Tutzing
- Rothenfeld zu Andechs
- Rottenried zu Gilching

### S
- Sankt Gilgen zu Gilching
- Schlagenhofen zu Inning a.Ammersee
- Schluifeld zu Wörthsee
- Schluisee zu Wörthsee
- Schorn zu Starnberg
- Schwaige zu Starnberg
- Seefeld
- Seewiesen zu Pöcking
- Selcha zu Starnberg
- Sibichhausen zu Berg
- Söcking zu Starnberg
- Sonnau zu Starnberg
- Starnberg
- Stegen zu Inning a.Ammersee
- Steinberg zu Gilching
- Steinebach am Wörthsee zu Wörthsee
- Steinlach zu Gilching
- Stockdorf zu Gauting

### T
- Talhof zu Gilching
- Tiefenbrunn zu Seefeld
- Traubing zu Tutzing
- Tutzing

### U
- Unering zu Seefeld
- Unterbrunn zu Gauting
- Unterschorn zu Starnberg
- Unterzeismering zu Tutzing

### W
- Walchstadt zu Wörthsee
- Waldbrunn zu Wörthsee
- Waldhof zu Gilching
- Wangen zu Starnberg
- Wartaweil zu Herrsching a.Ammersee
- Wasach zu Herrsching a.Ammersee
- Weichselbaum zu Weßling
- Weßling
- Widdersberg zu Herrsching a.Ammersee
- Wieling zu Feldafing
- Wiesmath zu Gilching
- Wildmoos zu Starnberg
- Wörth (Roseninsel) zu Feldafing

| ↑ Zurück zum Inhaltsverzeichnis |